# Onze-Lieve-Vrouw-van-Fatimakerk (Eindhoven)
De Onze-Lieve-Vrouw-van-Fatimakerk was een rooms-katholieke parochiekerk aan de Sint-Servaasweg in het Eindhovense stadsdeel Stratum. Ze werd gebruikt door de parochianen van de buurt Tuindorp, welke vanaf 1930 werd gebouwd. De officiële naam van de kerk was: Onbevlekt Hart van Mariakerk, maar die naam werd vrijwel nooit gebruikt.

## Geschiedenis

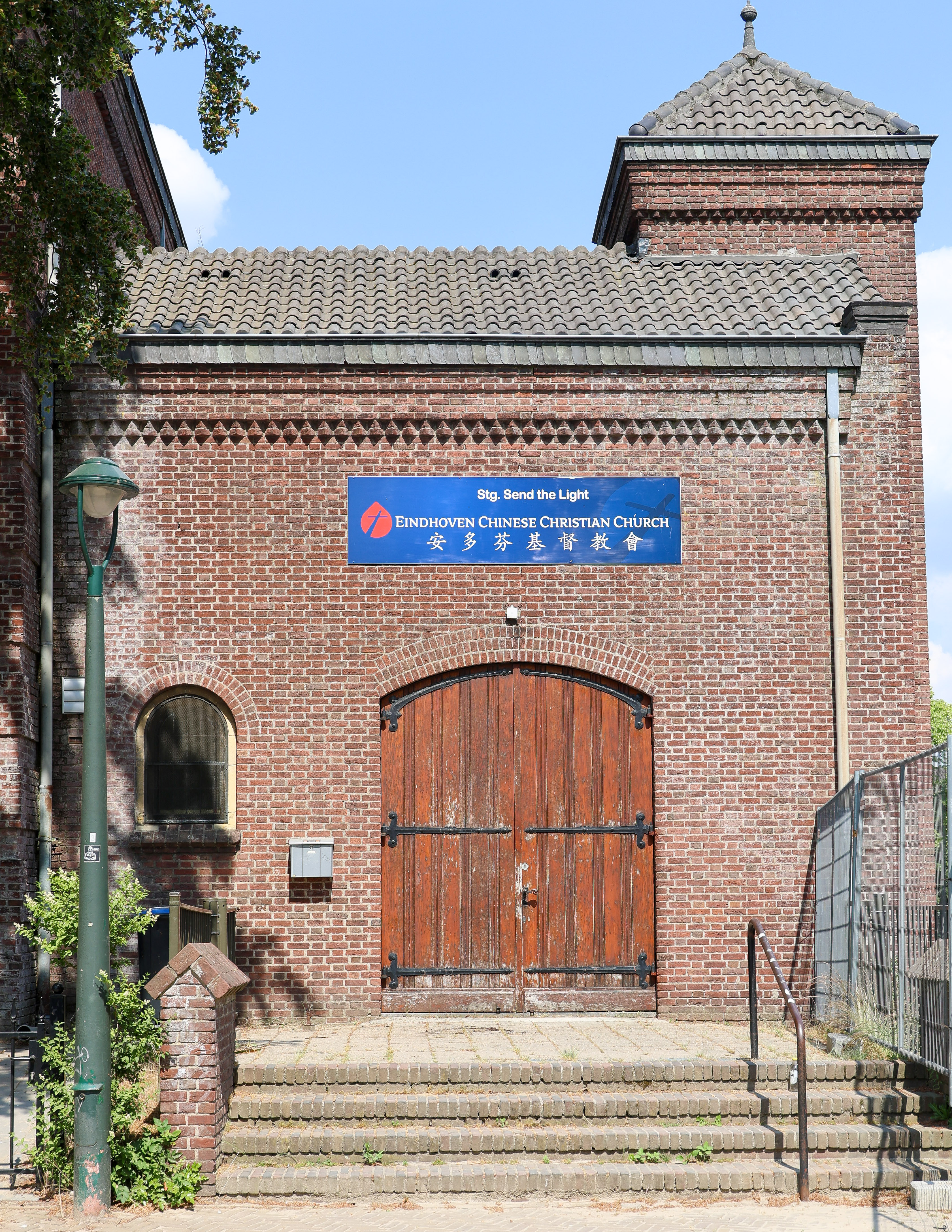
Chinese Christian Church

De kerk werd ingewijd in 1950. Ten gevolge van de ontkerkelijking moest ook deze kerk in oktober 2004 uiteindelijk sluiten. In 2007 kocht de (evangelicale) Chinese Christian Church de rechterzijbeuk om daarin haar diensten te houden. Het betreffende kerkgenootschap kwam voordien samen in een voormalige winkel aan Heezerweg 127. 
Het overige gedeelte van de kerk werd verbouwd tot appartementen (die kregen Fatimahof als straatnaam).

## Gebouw
Het betreft een grote driebeukige bakstenen basiliek. Het dak wordt bekroond met een dakruiter. De bouwstijl is traditionalistisch, maar divers. Het interieur roept herinneringen op aan de basilicastijl met ronde bogen op kolommen. Een roosvenster en sommige vensters bevatten gotische elementen.